# コンミョン
コンミョン（朝鮮語: 공명(孔明)、Gong Myoung、1994年5月26日 - ）は、韓国の俳優である。NCTのドヨンは弟。

## 来歴・人物
芸能事務所Fantagioの新人俳優発掘プロジェクト「アクターズリーグ」にて2000倍の競争を勝ち抜き、新人俳優で結成されたグループ「5urprise」のメンバーに選ばれ、2013年のウェブドラマ『放課後サプライズ』でデビュー。
2019年、韓国で歴代興行収入1位を記録した大ヒット映画『エクストリーム・ジョブ』で麻薬捜査班の最年少刑事・ジェフンを演じた。
2020年3月31日、Fantagioとの専属契約を終え、4月1日、SARAMエンターテインメントと専属契約を締結した。
2021年12月14日、陸軍に現役入隊し、2023年6月13日に除隊した。

## 出演作

### ドラマ
| 年度 | 放送局                                                | タイトル                                   | 役割                       | 備考            |
| ---- | ----------------------------------------------------- | ------------------------------------------ | -------------------------- | --------------- |
| 2013 | ウェブドラマ「放課後サプライズ」                      | 共鳴                                       | シーズン1,2                |                 |
| 2013 | ネイバーTV                                            | ウェブドラマ「無限動力」                   | ハンスドン                 | 6部作（表示）   |
| 2014 | KBS2                                                  | KBSドラマスペシャル - "ポメの部屋"         | アイドル俳優共鳴           | 1部作、友情出演 |
| 2015 | MBC                                                   | 月火ドラマ「華政」                         | ジャギョン                 | 50部作          |
| 2015 | MBC                                                   | 毎日特別企画「秋のカノン美しいあなた」     | チャ・テウ                 | 122部作         |
| 2016 | MBC                                                   | 毎日特別企画「秋のカノン美しいあなた」     | チャ・テウ                 | 122部作         |
| SBS  | 特集劇「ミステリー新入生」                            | 移民局                                     | 2部作                      |                 |
| SBS  | 水木ドラマ「タンタラ（考えによって）」                | カイル（異文）                             | 18部作                     |                 |
| tvN  | 月火ドラマ「おひとりさま～一人酒男女～ ホンスル男女」 | チン・コンミョン 真空人                    | 16部作                     |                 |
| 2017 | KBS2                                                  | 月火ドラマ「おひとりさまジヨンさん」       | チン・コンミョン           | 2部作           |
| 2017 | tvN                                                   | 月火ドラマ「ハベクの新婦」                 | ビリョム(アンビン)         | 16部作          |
| 2017 | oksusu                                                | ウェブドラマ「脳勝手ロマンスLR」           | L                          | 10部作          |
| 2017 | tvN                                                   | 土日ドラマ「ピョン・ヒョクの恋」           | グォン・ジェフン           | 16部作          |
| 2018 | KBS2                                                  | 水木ドラマ「死んでもいい」                 | ガン・ジュンホ             | 32部作          |
| 2019 | JTBC                                                  | 金土ドラマ「恋愛体質〜30歳になれば大丈夫」 | チュ・ジェフン             | 16部作          |
| 2020 | JTBC                                                  | 月火ドラマ「幸せの神髄」                   | ナムグン・ジンス           |                 |
| 2021 | SBS                                                   | 月火ドラマ「ホン・チョンギ」               | ヤンミョン大君（イ・ユル） | 16部作          |

### 映画
| 年度     | タイトル                       | 役割                 | 備考                            |
| -------- | ------------------------------ | -------------------- | ------------------------------- |
| 2013     | 「どのような視線」             | 線材                 | オムニバス映画（seg。 氷の川 ） |
| 2014     | 「私の少女」                   | 巻義経               |                                 |
| 2014     | 「これが私たちの終わりである」 | rを（入隊男）        |                                 |
| 2016     | 「水色駅」                     | サンウ               |                                 |
| 2019     | 「エクストリーム・ジョブ」     | ギムジェフン刑事     |                                 |
| 2019     | 「キバン道令」                 | 有償                 |                                 |
| 2019     | 「妓房の郎子」                 |                      |                                 |
| 2022     | 「ハンサン -龍の出現-」        | イ・オッキ（李億祺） |                                 |
| 公開未定 | 「幸せの真髄」                 | ナムグンジンこと     |                                 |

### テレビ番組
| 年度       | 放送局   | タイトル                                 | 日                                             | 役割   |
| ---------- | -------- | ---------------------------------------- | ---------------------------------------------- | ------ |
| 2013       | KBS2     | 出発ドリームチーム2                      | 12月22日                                       | ゲスト |
| 2014       | MBC      | 正月特集アイドルスター陸上選手権大会     | 1月30日                                        | ゲスト |
| 2014       | SBS      | スーパージュニアMのゲストハウス          | 12月28日                                       | ゲスト |
| 2015       | tvN      | 気づい王                                 | 1月10日                                        | ゲスト |
| 2015       | JTBC     | 現生人類レポート-他人の趣向              | 12月27日                                       | ゲスト |
| 2016       | KBS2     | 対国民トークショーこんにちは             | 7月18日（ 表示 ）                              | ゲスト |
| 2016       | SBS      | ボーカル戦争：神の声                     | 7月27日、8月3日                                | ゲスト |
| 2016       | On Style | 魅力テレビ                               | 8月24日〜11月16日（ 共鳴テレビ ）              | 固定   |
| 2016       | SBS      | 秋夕特集明日市区王                       | 9月14日                                        | ゲスト |
| 2016       | tvN      | 私の耳にキャンディ                       | 11月3日、11月10日（ 先行公開 ）                | ゲスト |
| 2016       | KBS2     | 演芸街中継 -ギムセンミンのベテラン       | 11月19日（ ハイライト ）                       | ゲスト |
| 2016       | SBS      | ベクジョンウォンの3大天王                | 12月10日                                       | ゲスト |
| 2016       | MBC      | セクションTV芸能通信 -アイスリンクデート | 12月25日                                       | ゲスト |
| 2016〜2017 | MBC      | 私たち結婚しましたシーズン4              | 12月10日〜5月6日（ 予告 ）（with チョン彗星 ） | 固定   |
| 2017       | SBS      | ジャングルの法則inコタマナド 29期        | 1月6日〜2月3日                                 | ゲスト |
| 2017       | JTBC2    | ソン・ジヒョの美しさビュー               | 1月19日〜3月23日（with ソン・ジヒョ ）         | MC     |
| 2017       | tvN      | 人生のパブ                               | 10月12日                                       | ゲスト |
| 2019       | SBS      | ランニングマン                           | 1月20日                                        | ゲスト |

### ラジオ番組
| 年度 | 放送局      | タイトル                                 | 日              | 役割   |
| ---- | ----------- | ---------------------------------------- | --------------- | ------ |
| 2016 | SBSパワーFM | 「チェ・ファジョンのパワータイム」       | 7月29日         | ゲスト |
| 2016 | SBSパワーFM | 「キム・チャンニョルのオールドスクール」 | 9月27日         | ゲスト |
| 2017 | KBSクールFM | 「イ・ホンギのキスよりラジオ」           | 1月4日（ 紫 ）  | ゲスト |
| 2019 | SBSパワーFM | 「チェ・ファジョンのパワータイム」       | 1月22日         | ゲスト |
| 2019 | SBSパワーFM | 「二時脱出カルトショー」                 | 1月23日         | ゲスト |
| 2019 | SBSパワーFM | 「チョン・ソミンのヤングストリート」     | 1月30日、6月6日 | ゲスト |

### ミュージックビデオ
| 年度 | 歌手                         | 曲名          |
| ---- | ---------------------------- | ------------- |
| 2012 | ハロービーナス               | Venus         |
| 2012 | アフタースクール             | Flashback     |
| 2014 | サプライズ                   | From my heart |
| 2014 | トイ （with ソン・シギョン） | 三人          |
| 2014 | トイ （with 移籍）           | Reset         |
| 2021 | キュヒョン(SUPER JUNIOR)     | Coffee        |

## 広告
| 年度       | 企業名                   | 製品名                                                              | 種類               | 共演                                     | リンク                       |
| ---------- | ------------------------ | ------------------------------------------------------------------- | ------------------ | ---------------------------------------- | ---------------------------- |
| 2014       | SKテレコム               | SKテレコム ：30周年                                                 | キャリア           |                                          | エレベーター編               |
| 2014       | ネイバー                 | ネイバーストーリー                                                  | ポータルサイト     |                                          | 仕事と生活編                 |
| 2015       | eBayのコリア             | Gマーケット × サーフェス3スーパーブランドディール                   | オープンマーケット | チェスビン                               | サム確認法編                 |
| 2016       | ピングレ                 | バナナ味牛乳いっぱいバナナ                                          | 牛乳               |                                          | インターン編                 |
| 2016〜2017 | ㈜ジェイエルベンチャーズ | BONNARD                                                             | 化粧品             | ガンテオ                                 | 紙面広告                     |
| 2017       | （株）エフアルジェ       | FRJ Jeans                                                           | 衣類               | 夏                                       | S / S                        |
| 2017       | （株）SFグロービーズ     | ブルーマウンテン                                                    | シューズ           | チャウン場合 、 ユジョン 、 キム・ドヨン | コレさえあればされて編       |
| 2017       | 南陽乳業                 | オミナムオ美女                                                      | 牛乳               | チョン彗星                               | この味にパンはじける編       |
| 2017       | eBayのコリア             | Gマーケット × カリビアンベイ + エバーランドスーパーブランドディール | オープンマーケット | チョン彗星                               | ＃1 ＃2                      |
| 2017       | eBayのコリア             | Gマーケットインテルモダンデバイス                                   | オープンマーケット | チョン彗星                               | ブランドをダダムダインテル編 |
| 2017〜2018 | エルエンピコスメ         | メディヒール                                                        | マスクパック       | クリア                                   | ＃2 ＃3 ＃4 ＃5 ＃6 ＃7 ＃8  |
| 2017〜2018 | エルエンピコスメ         | メディヒール                                                        | マスクパック       | クリア                                   | ＃1 ＃2 ＃3                  |
| 2019       | （株）LF                 | ヘッジマンRULE429                                                   | 化粧品             |                                          | RULE429×共鳴                 |

## その他
- 2015年ショベクリエイティブモバイルシネマゲーム「都市を抱く」ジオ役
- 2016年5月〜10月のMUSIC ON！ TV 「韓ON！ ファイティン！ ！ 「MC（with 5urprise）
- 2017年1月23日、ネイバー V」 GONGMYEONG's LieV -共鳴のヌプバンライブ！ "

### グラビア
서프라이즈 (그룹)
- 2013년 9월호 《singles》 (with 5urprise)
- 2013년 9월호 《하퍼스바자》 (with 5urprise)
- 2013년 10월호 《어반라이크》 (with 5urprise)
- 2014년 6월호 《Star M》 (with 5urprise)
- 2014년 12월호 《Sure》 (with 5urprise)
- 2015년 145호 《하이컷》 (with 5urprise)
- 2015년 9월호 《케이웨이브》 (with 5urprise)
- 2016년 171호 《하이컷》 (with 5urprise)

솔로 (단독)
- 2013년 12월호 《맥스무비》
- 2014년 137호 《하이컷》 (with 유일, 서강준)
- 2015년 2월호 《텐아시아》
- 2015년 4월호 《쎄씨》 (with 서강준)
- 2015년 5월 《NewBIN》 (with 서강준)
- 2015년 7월호 《앳스타일》 (with 박한별)
- 2016년 3월 《bnt》
- 2016년 4월호 《쎄씨》
- 2016년 5월호 《마리끌레르》
- 2016년 116호 《1st look》
- 2016년 10월호 《쎄씨》
- 2016년 12월호 《쎄씨》
- 2016년 12월호 《Grazia》
- 2016년 12월호 《인스타일》
- 2017년 2월호 《쎄씨》 골든디스크 특집
- 2017년 191호 《하이컷》
- 2017년 4월호 《마리끌레르》1,2
- 2017년 9월호 《엘르》
- 2017년 10월호 《인스타일》
- 2018년 5월호 《코스모폴리탄》 (with 이태환)
- 2019년 2월호 《엘르》 (with 류승룡, 이하늬, 진선규, 이동휘)
- 2019년 2월호 《에스콰이어》
- 2019년 3월호 《NYLON》
- 2019년 3월호 《텐아시아》
- 2019년 4월호 《더스타》1
- 2019년 5월호 《NYLON》
- 2019년 174호 《1st look》
- 2019년 7월호 《그라치아》1 2

## 広報大使
- 2015年10月「 第8回ソウル老人映画祭 」の広報大使（with ジョスヒャン ）
- 2017年11月"ダ・ヴィンチアライブ：天才の空間」展の広報大使、韓国語オーディオガイドの録音（with ガンハンナ ）

## 賞とノミネート
| 年度 | 授賞式                                        | 部門                       | 作品                 | 結果 |
| ---- | --------------------------------------------- | -------------------------- | -------------------- | ---- |
| 2016 | 第1回アジアアーティストアワード               | ドラマ部門新人賞           | ホンスル男女 \|      |      |
| 2017 | 第53回百想芸術大賞                            | ノミネート                 | ホンスル男女 \|      |      |
| 2017 | 第24回アジア文化経済対象                      | 文化外交部門の俳優賞       |                      |      |
| 2017 | KBS演技大賞                                   |                            | 男連作・寸劇上       |      |
| 2019 | 第55回百想芸術大賞                            | 映画部門男新人演技賞       | 極限の仕事           |      |
| 2019 | 第24回椿事映画祭                              | 新人男性俳優賞             | 極限の仕事           |      |
| 2019 | 第28回夫日映画賞                              | ノミネート                 | 極限の仕事           |      |
| 2019 | 第28回夫日映画賞                              | ノミネート                 | 極限の仕事           |      |
| 2019 | 第40回青龍映画賞                              | ノミネート                 | 極限の仕事           |      |
| 2019 | 第19回大韓民国青少年映画祭                    | 男新人俳優部門人気映画人賞 | 極限職業 、 キバン殿 |      |
| 2019 | 第8回大韓民国ベストスター賞(한국영화배우협회) | ベスト新人賞               | 極限職業             |      |